# Opowiadania Muminków
Opowiadania Muminków – polski serial animowany powstały w latach 1977–1982 w łódzkim studiu Se-ma-for, na podstawie scenariuszy napisanych przez Marię Kossakowską i Lucjana Dembińskiego, opartych na cyklu powieści Tove Jansson.
Treścią serialu są przygody dziwnych istot zwanych Muminkami oraz ich przyjaciół. Między poszczególnymi częściami zachodzi ciągłość fabularna. Serial został zrealizowany w technice półpłaskiej lalki. Komentarz interpretowany był początkowo przez Stanisława Wyszyńskiego (odcinki 1–12), a potem przez Stanisława Kwaśniaka (odcinki 13–78). Opracowanie plastyczne – Bogdan Chudzyński. Muzykę napisał Andrzej Rokicki.
Z materiałów pochodzących z serialu w Se-ma-forze zmontowano dwa pełnometrażowe filmy do wyświetlania w kinach: Szczęśliwe dni Muminków (1983) i Zima w Dolinie Muminków (1986).
W XXI wieku wykorzystano animację z serialu do wyprodukowania kolejnych filmów kinowych: Lato Muminków (2008), Muminki w pogoni za kometą (2010), Magiczna zima Muminków (2017) i Pamiętniki Tatusia Muminka (2021). Były to koprodukcje fińsko-polskie.

## Tytuły odcinkówOpowiadań Muminków
opracowano na podst. materiału źródłowego
1. Wiosna w dolinie (L. Dembiński)
2. Król Kalifornijski (L. Dembiński)
3. Groźny Mrówkolew (L. Dembiński)
4. Sok malinowy (L. Dembiński)
5. Wielkie porządki (L. Dembiński)
6. Nowi goście (K. Kulczycka)
7. Wiśnie w kapeluszu (D. Zawilski)
8. Odejście Włóczykija (J. Kudrzycka)
9. Torebka Mamusi (L. Dembiński)
10. Królewski rubin (K. Kulczycka)
11. Spełnione życzenia (L. Dembiński)
12. Wielki festyn (J. Kudrzycka)
13. Wyprawa na wyspę (J. Kudrzycka)
14. Burza na wyspie (K. Kulczycka)
15. Powrót z wyspy (K. Kulczycka)
16. Zimowy sen (L. Dembiński)
17. Wieczór wigilijny (L. Dembiński)
18. Śnieg w Dolinie (J. Kudrzycka)
19. Mała Mi (J. Kudrzycka)
20. Lodowa Pani (K. Kulczycka)
21. Oczekiwanie (K. Kulczycka)
22. Zimowi goście (L. Dembiński)
23. Kto lubi Paszczaka? (L. Dembiński)
24. Ynk i jego bracia (J. Kudrzycka)
25. Wiosenna kanonada (J. Kudrzycka)
26. Katastrofa (D. Zawilski)
27. Ostatni smok (D. Zawilski)
28. Przyjaciel (L. Dembiński)
29. Symfonia mórz (L. Dembiński)
30. Noc w zatoce (K. Kulczycka)
31. Sztorm (K. Kulczycka)
32. Urodziny Arcykróla (J. Kudrzycka)
33. Duch z wyspy (J. Kudrzycka)
34. Pies morski (D. Zawilski)
35. Mama Ryjka (D. Zawilski)
36. Spotkanie (K. Kulczycka)
37. Noc grozy (K. Kulczycka)
38. Dzień dobry (J. Kudrzycka)
39. Dom, w którym straszy (J. Kudrzycka)
40. Marzenia Bufki (L. Dembiński)
41. Nocleg na drzewie (L. Dembiński)
42. Zemsta Włóczykija (K. Kulczycka)
43. Noc Świętojańska (K. Kulczycka)
44. Włóczykij i leśne dzieci (J. Kudrzycka)
45. Więzienne kraty (J. Kudrzycka)
46. Premiera (L. Dembiński)
47. Stary adres (L. Dembiński)
48. Zwyczajny Dzień (D. Zawilski)
49. Ziemia jak okruch (D. Zawilski)
50. Początek dalekiej podróży (K. Kulczycka)
51. Krok od przepaści (K. Kulczycka)
52. W Górach Skalistych (J. Kudrzycka)
53. Obserwatorium (J. Kudrzycka)
54. Lawina (L. Dembiński)
55. W drodze do domu (L. Dembiński)
56. Order gwiazdy (D. Zawilski)
57. Bal w lesie (D. Zawilski)
58. Dno morza (K. Kulczycka)
59. Już jutro (K. Kulczycka)
60. Kometa nad Doliną (J. Kudrzycka)
61. Złota kita (J. Kudrzycka)
62. Cocktail party (L. Dembiński)
63. Cedryk (L. Dembiński)
64. Sen o zimie (K. Kulczycka)
65. Dżungla (K. Kulczycka)
66. Trudna decyzja (J. Kudrzycka)
67. Lunapark (J. Kudrzycka)
68. Ciężkie pieniądze (L. Dembiński)
69. Kłopoty Mamusi (L. Dembiński)
70. Łowy (K. Kulczycka)
71. Gdzie jest wampir? (K. Kulczycka)
72. Filifionka i wampir (J. Kudrzycka)
73. Latarnia morska (J. Kudrzycka)
74. Malowany ogród (L. Dembiński)
75. Jesienny sztorm (L. Dembiński)
76. Sen Tatusia (L. Dembiński)
77. Gość z Marsa (K. Kulczycka)
78. Żegnajcie (K. Kulczycka).